# Stazione meteorologica di Pievepelago
La stazione meteorologica di Pievepelago è la stazione meteorologica di riferimento relativa alla località di Pievepelago.

## Coordinate geografiche
La stazione meteorologica si trova nell'Italia nord-orientale, in Emilia-Romagna, in provincia di Modena, nel comune di Pievepelago, a 761 metri s.l.m. e alle coordinate geografiche 44°12′N 10°37′E.

## Dati climatologici
In base alla media trentennale di riferimento 1961-1990, la temperatura media del mese più freddo, gennaio, si attesta a +0,6 °C; quella del mese più caldo, luglio, è di +19,9 °C .
| Pievepelago        | Mesi | Mesi | Mesi | Mesi | Mesi | Mesi | Mesi | Mesi | Mesi | Mesi | Mesi | Mesi | Stagioni | Stagioni | Stagioni | Stagioni | Anno |
| Pievepelago        | Gen  | Feb  | Mar  | Apr  | Mag  | Giu  | Lug  | Ago  | Set  | Ott  | Nov  | Dic  | Inv      | Pri      | Est      | Aut      | Anno |
| ------------------ | ---- | ---- | ---- | ---- | ---- | ---- | ---- | ---- | ---- | ---- | ---- | ---- | -------- | -------- | -------- | -------- | ---- |
| T. max. media (°C) | 3,4  | 4,6  | 7,6  | 12,3 | 16,8 | 22,2 | 25,3 | 24,0 | 19,4 | 15,2 | 9,0  | 4,3  | 4,1      | 12,2     | 23,8     | 14,5     | 13,7 |
| T. min. media (°C) | −2,2 | −1,3 | 1,3  | 5,1  | 8,6  | 12,2 | 14,5 | 13,6 | 10,8 | 7,3  | 3,1  | −0,6 | −1,4     | 5,0      | 13,4     | 7,1      | 6,0  |